# Querläufer

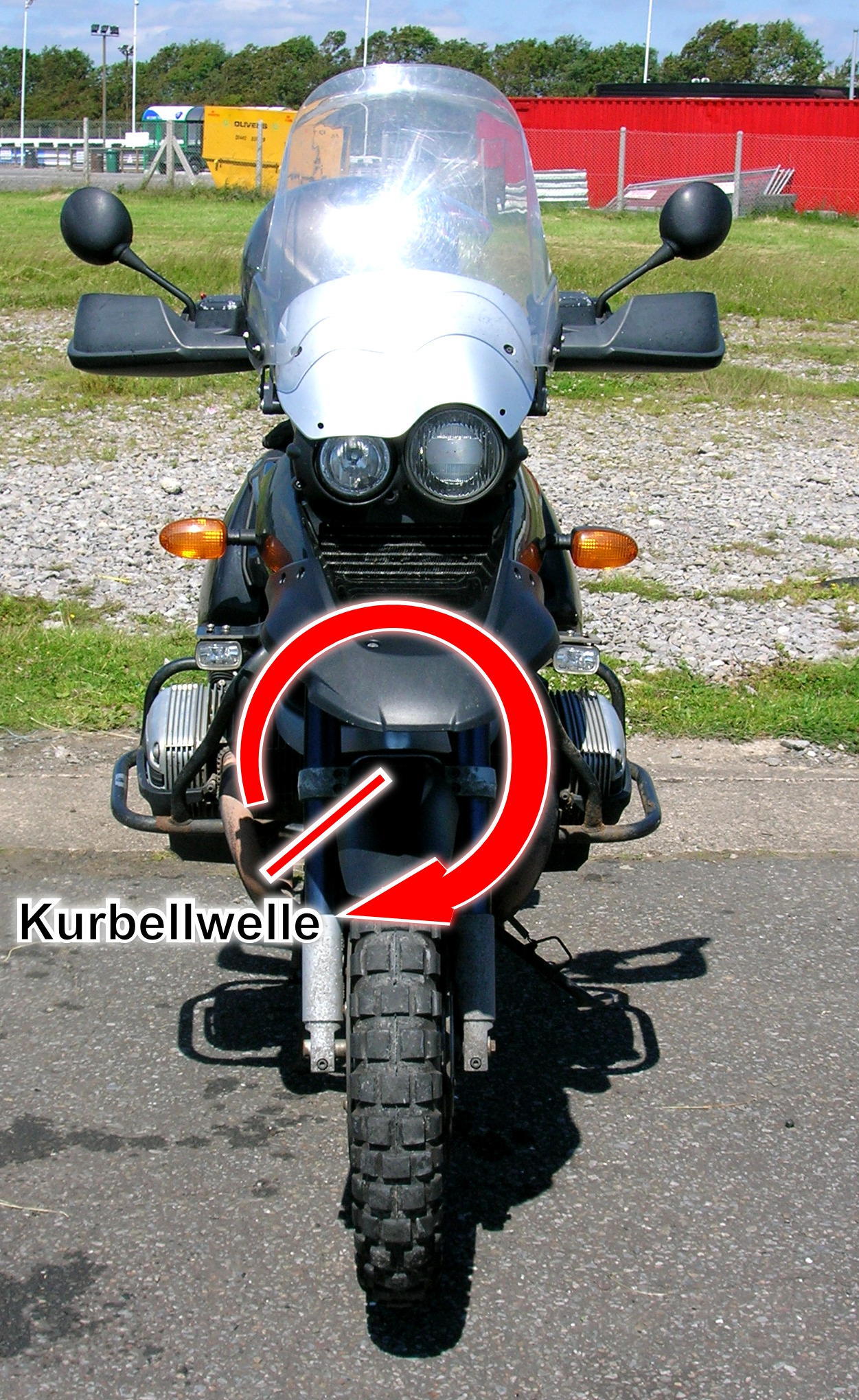
Querläufer

Mit Querläufer wird in der Kraftfahrzeugtechnik die Einbaulage des Verbrennungsmotors, insbesondere bei Motorrädern, bezeichnet. Die Kurbelwelle des Motors ist beim Querläufer längs in Fahrtrichtung des Motorrads eingebaut und rotiert quer zu dieser – daher die Bezeichnung „Querläufer“. Den Querläufer gibt es insbesondere als Reihenmotor (Triumph Rocket III), Boxermotor (BMW-R-Reihe) und V-Motor (Moto Guzzi).
Bei Querläufern in Boxer- und V-Formation liegen die Zylinderpaare jeweils quer zur Fahrtrichtung. Diesbezüglich kann es leicht zu Missverständnissen kommen, weil bei Querläufern – im Hinblick auf die Lage der Kurbelwelle und unabhängig von der Länge und Breite des Motors – heute zumeist von einem Längsmotor beziehungsweise von Längseinbau gesprochen wird.
Aus konstruktiven Gründen werden Querläufer häufig mit einem Kardanantrieb versehen; Kurbelwelle, Getriebewellen und Kardanwelle liegen hierbei hintereinander und (weitgehend) parallel. Der Begriff Querläufer ist bereits vergleichsweise alt und kam mit den ersten zweizylindrigen Motorrädern mit Kardanantrieb wie beispielsweise der britischen Douglas (Modell Endeavor, Kleinserie 1935/36) auf. Als eine der ersten Beispiele für Querläufer   gelten das Propeller-Motorrad (Zweizylinder, 1906) sowie FN (Vierzylinder, 1904).   